# Legally Blondes
Legally Blondes is een Amerikaanse komische tienerfilm uit 2009, geregisseerd door Savage Steve Holland. De hoofdrollen worden vertolkt door de tweeling Camilla en Rebecca Rosso.

## Verhaal
De Britse tweelingzussen Izzy en Annie Woods trekken in het appartement van hun nichtje Elle Woods in Zuid-Californië nadat Elle een succesvolle lobbyiste is geworden en naar Washington D.C. verhuist. De tweeling is geschokt als ze horen dat ze naar Pacific Preparatory (Pac Prep) gaan, Elle's alma mater, een privéschool waar schooluniformen verplicht zijn.

## Rolverdeling
| Acteur             | Personage                     |
| ------------------ | ----------------------------- |
| Milly Rosso        | Annabelle "Annie" Woods       |
| Becky Rosso        | Isabelle "Izzy" Woods         |
| Lisa Banes         | schooldirectrice Elsa Higgins |
| Christopher Cousin | Mr. Richard Woods             |
| Brittany Curran    | Tiffany Donohugh              |
| Curtis Armstrong   | Mr. Gary Golden               |
| Rose Abdoo         | Sylvia                        |
| Bobby Campo        | Christopher Lopez             |
| Chad Broskey       | Justin Whitley                |

## Productie
Legally Blondes diende als pilot voor een geannuleerde televisieserie en is een spin-off van de Legally Blonde-filmreeks. Reese Witherspoon, die Elle Woods speelde in de eerste twee Legally Blonde-films, fungeert als producent. De tweeling Milly en Becky Rosso spelen in de film Elles Britse nichten.

## Release en ontvangst
Legally Blondes werd uitgebracht op dvd op 28 april 2009, gevolgd door de televisiepremière op 2 augustus 2009 op ABC Family. De film kreeg overwegend negatieve kritieken van de filmcritici.